# HUF (ストリートウェアブランド)
HUF（ハフ）は、アメリカ合衆国のスケートボードショップおよびファッションブランド。キース・ハフナゲルがカリフォルニア州サンフランシスコテンダーロインディストリクトにて2002年に創業。現在はニューヨーク、ロサンゼルス、東京などに店舗を展開している。

## 概要
ニューヨーク出身のプロスケーターであるKeith Hufnagel（キース・ハフナゲル）が1992年より移り住んだカリフォルニア州テンダーロインディストリクトにてスケートボード、ストリートファッション、そしてスニーカーなどの各分野で最もリスペクトされているブランドを取り扱う店を目指し『HUF』と名付け一号店をオープン。ベイエリアで入手困難な商品が手に入るプレミアショップとして瞬く間に広がっていった。
スケートボードのデッキや『HUF』のロゴを使用したアイテムに加え、Supremeをはじめとするブランド衣類、スニーカー、他のスケートボーダーやアーロンローズやハロシなどのアーティストによるアートを取り扱う中、ショップの急速な成長とその人気を確信したキース・ハフナゲルは、スケートボード、ストリートファッション、スニーカー文化を落とし込んだ自身のブランド『HUF』を立ち上げた。
ロサンゼルスを拠点とし、テキサス、ニューヨーク、そして日本にいくつかの店舗を持つチェーンに拡大し、2007年頃にはライフスタイルブランドとして拡大、「H」のラベルが付いたウェアや中指を立てたデザイン、「DirtbagCrew」や「FuckIt」などのモットーを使用したコレクションを販売した。 また、さまざまなブランド、アニメ、バンドなどとコラボレーションしたコレクションを定期的にリリースしている。2019年よりHUFのスニーカーはコラボレーションでのみでの製造となり、アパレルのみに注力している。

### コラボレーション
他ブランドやアーティストとのコラボレーションを定期的に行っている。コラボレーションしたブランドはG-SHOCK、THRASHER、OBEY、PLAYBOY、FR2など。

### 売却
2017年後半、ハフナゲルはHUFをTSIホールディングスに売却。翌年、エディ・ミヨシがCEOに就任。